# Eslavonia Occidental
Eslavonia Occidental (en croata: Zapadna Slavonija) es una parte de la región geográfica e histórica de Eslavonia de la zona este de Croacia. 
Desde el punto de vista geográfico, comprende la mitad oeste de Eslavonia. Se extiende en el área ente los ríos Sava y Drava llegando hasta el río Ilova en el oeste y la llanura de Požega en el este. También se empleó ésta denominación para referirse al área serbia que se declaró autónoma en agosto de 1991 y que, con una superficie menor, integró la Repúblika Srpska Krajina entre 1992 a 1995, año en que es ocupada por el Ejército Croata.

## Aspectos generales

### Eslavonia
La región de Eslavonia está delimitada geográficamente por el río Ilova en el oeste, el río Drava y la frontera croata - húngara en el norte, el Danubio y la frontera con la República de Serbia en el este y el río Sava en el sur. Tiene 270 km de largo, con un ancho promedio de 76 km. Aunque Eslavonia es, por sus características generales, parte de la región de Panonia, en su parte occidental cuenta con unidades geográficas separadas. Tal es el caso de Eslavonia Occidental.
Eslavonia consta de cinco condados: Brod-Posavina, Osijek-Baranja, Požega-Eslavonia, Virovitica-Podravina y Vukovar-Srijem. Estos comprenden un territorio de 12.556 kilómetros cuadrados y una población de 806.192 habitantes. La ciudad más grande de la región es Osijek, seguida de Slavonski Brod, Vinkovci, Vukovar y Požega.

### Eslavonia Occidental
La parte occidental de la región consiste en los valles del Sava y Drava y las montañas y alturas que rodean el valle de Požega. El cerro más alto es Psunj de 984 metros. La parte oriental de la región se compone principalmente de llanuras.
Esta división de Eslavonia se hizo conocida por los incidentes del año 1991 cuando la comunidad serbocroata se reveló a la autoridad de Zagreb con la intención de mantenerse unidos a la República Federativa Socialista de Yugoslavia. Después de que Croacia declarara su independencia en 1991, la población serbia estableció su propio estado en partes de Eslavonia Oriental y Occidental. La parte oriental se llamó Región Autónoma Serbia de Eslavonia Oriental, Baranya y Sirmia Occidental. En el segmento oeste, los serbios crearon la Región Autónoma Serbia de Eslavonia Occidental (SAO-ZS). 
El 12 de agosto de 1991, en la sesión del comité del SDS de Eslavonia Occidental, se promulgó la creación de la SAO-ZS con el objeto de organizar políticamente al área e iniciar negociaciones con el gobierno croata para prevenir la guerra. En esa sesión fue elegido presidente de la SAO ZS, Veljko Džakula. En el momento de la declaración, comprendía Pakrac, Daruvar, Grubišno Polje, Podravska Slatina, partes de Orahovica, de Nova Gradiška y de Novska. El 15 del mismo mes, los serbios proclamaron la creación de la municipalidad de Okučani, entidad separada de la de Nova Gradiška, hecho que detonó la guerra en la región.
Sin embargo, la visión serbia de su área de pertenencia era aun mayor. Según la declaración del Consejo de la Región de Serbia de Eslavonia Occidental sobre los objetivos y tareas del Gobierno de la Región del 29 de enero de 1992, Eslavonia Occidental estaba constituida, inicialmente, por las municipalidades de Grubišno Polje, Daruvar, Pakrac, Podravska Slatina, (la autoproclamada municipalidad de) Okučani y así como los territorios de las aldeas serbias en las municipalidades de Nova Gradiška, Slavonska Požega, Donji Miholjac, Orahovica, Virovitica, Novska, Garesnica y Kutina. Ese espacio nunca llegó a ser totalmente controlado por los serbios sino solo los territorios que se señalan en el párrafo anterior y por un breve período. 

## Aspectos geográficos de Eslavonia Occidental

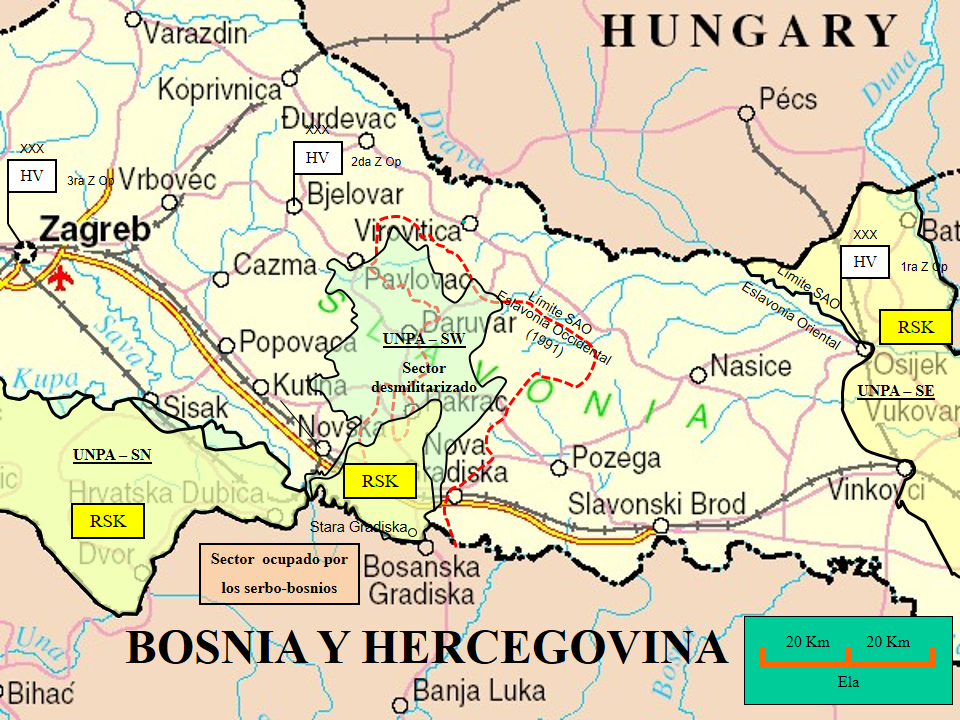
Posición relativa SAO Eslavonia Occidental

### Importancia relativa
Por su posición geográfica, el oeste de Eslavonia es marcadamente una región de tránsito. Desde el norte al oeste corre la ruta principal que nace en la frontera húngara (cruce fronterizo Terezino Polje) hasta la mitad de la costa adriática. Pakrac es el cruce de rutas hacia el este (Požega) y el oeste (a Zagreb a través de Kutina). En el norte, el camino conduce a Virovitica, que se encuentra sobre la "Podravska Magistrala" que conduce a Maribor y Osijek. Desde Daruvar hacia el oeste, está el camino hacia Grubišno Polje y Bljelovar y hacia el suroeste por Garešnica y Zagreb. Virovitica, Daruvar y Pakrac están conectados por un ferrocarril construido en 1888.

### Geografía física
En Eslavonia Occidental hay montañas cubiertas por bosques: Bilogora, Psunj, Papuk, Ravna gora, Krndija, Dilj y Požeška gora. Ellas forman parte de las denominadas "islas - montañas" alrededor de las cuales se encuentra el "mar Panónico" (llanura Panónica), las cuales son ricas en grafito y piedras de construcción. En esta parte de Eslavonia también hay tierras llanas ricas como el valle de Požega (Požeška kotlina) y el valle de Podravina en el norte y Posavina en el sur. Además de los principales ríos como el Sava y el Drava, la imagen hidrográfica es completada por muchos ríos pequeños como el Ilova, Pakra, Toplica, arroyos, lagos y aguas termales.
El clima es continental moderado. La precipitación se distribuye equitativamente con 700 - 1000 mm de lluvia y nieve por año. La temperatura media anual es de 9,5 °C a 10 °C, la temperatura media en enero es de aproximadamente -1 °C y en julio de aproximadamente 22 °C.

### Actividad económica
El clima y los suelos ricos en las tierras bajas permiten la producción agrícola. Se cultiva maíz, trigo, tabaco, papa y remolacha azucarera. En la zona de Daruvar y Grubišno Polje se desarrolló la cría de ganado lechero, uno de las mayores de Croacia. La productora láctea de Veliki Zdenci comenzó a operar en 1887.
En el pasado, los prados pantanosos del segmento medio y superior del río Ilova, en 1900 se transformaron en estanques de peces en Pakračka Poliana y Končanica. Siendo un moderno artificial, en un área de 1000 ha y 12 km de largo, cada año se produce pescado de alta calidad (carpa, pez vela, amur y otros).
Los bosques ricos y bien conservados con roble de alta calidad, haya, carpe y fresno permitieron el desarrollo de la industria maderera en esta región. También se han desarrollado industrias metalúrgicas y textiles.

### Principales localidades
Las ciudades en esta parte de Eslavonia generalmente se encuentran en las llanuras y los valles fluviales. Las aldeas, a menudo están conectadas, por lo que pueden tener hasta 14 km de largo, como es el caso de Veliki y Mail Zdenci.
Las localidades más importantes por la población son:
| Localidad      | Población 2011 |
| -------------- | -------------- |
| Požega         | 19.506         |
| Virovitica     | 14.688         |
| Kutina         | 13,735         |
| Nova Gradiška  | 11.821         |
| Slatina        | 10.208         |
| Daruvar        | 8.567          |
| Novska         | 7.046          |
| Pakrac         | 4.842          |
| Grubišno Polje | 2.917          |
| Lipik          | 2.258          |
| Čačinci        | 2.110          |
| Okučani        | 1.598          |

## Guerra de Croacia

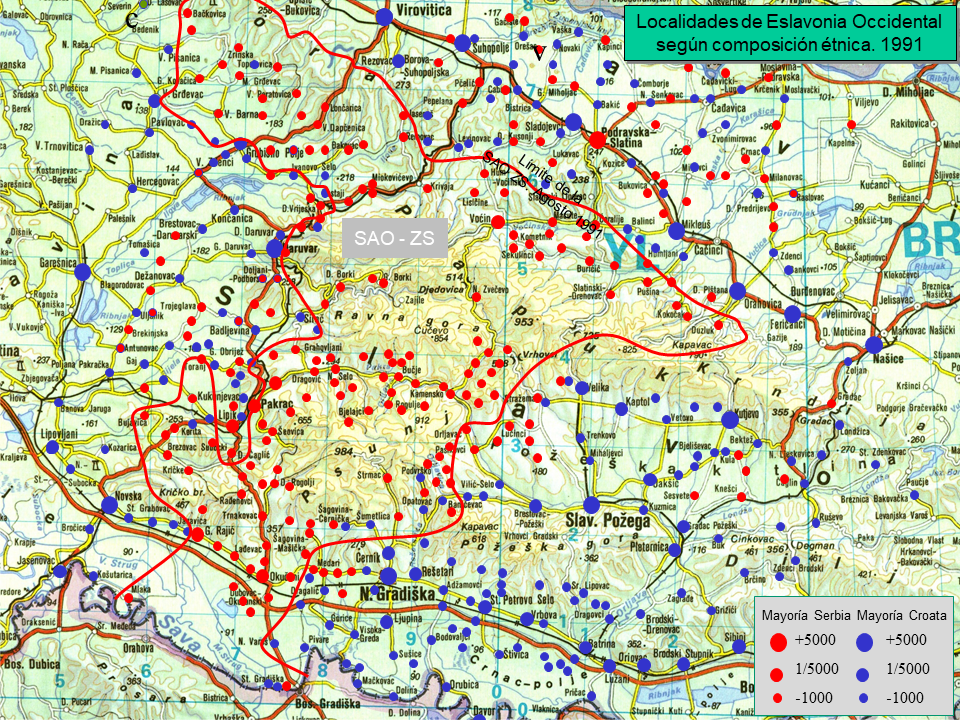
Localidades de Eslavonia Occidental según mayoría étnica. Censo 1991

Los conflictos interétnicos en la región reaparecen en 1990 con la búsqueda de independencia Croata. Los antecedes se pueden encontrar en el Estado Independiente de Croacia durante la Segunda Guerra Mundial con un importante saldo de serbios muertos, muchos de ellos en el Campo de concentración de Jasenovac, próximo a Novska, sobre el río Sava.
La población de Eslavonia Occidental era étnicamente diversa. Existía una importante minoría serbia en los entonces municipios de Pakrac (donde superaban a los croatas), Grubišno Polje; Daruvar; Nova Gradiška y Slatina, entre otros. En general, los serbios se constituían como mayoría en el ámbito rural mientras que los croatas lo hacían en el urbano. De allí la amplia superficie que llegan a dominar los primeros.

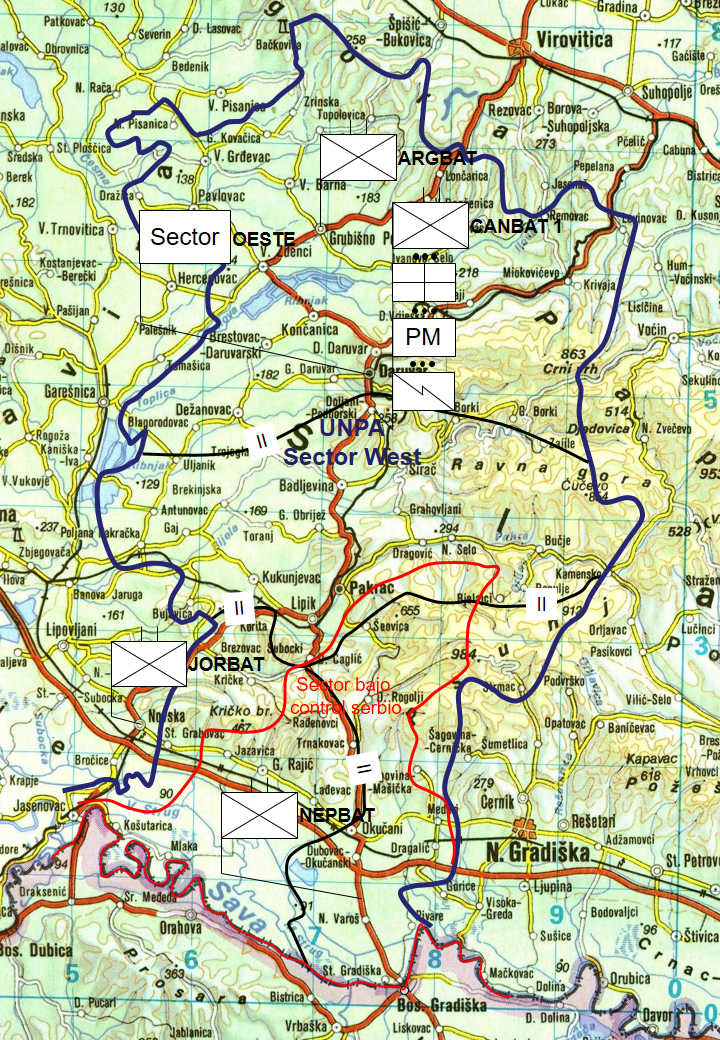
Despliegue de UNPROFOR en mayo de 1992. En azul el límite del área desmilitarizada (UNPA). En rojo el límite del área bajo poder serbio.

En marzo de 1991 se produjo un Enfrentamiento en Pakrac cuando los serbios expulsan temporalmente y en forma violenta, a las autoridades croatas, las que fueron restituidas por la Policía Especial del Ministerio del Interior de la República a los dos días.
La Región Autónoma Serbia de Eslavonia Occidental (SAO - ZS) fue creada como entidad política el 12 de agosto de 1991. El 14, ocurrieron los primeros enfrentamientos en Eslavonia Occidental cuando tropas de policía croata ingresaron a Okučani, localidad mayormente serbia. A partir de entonces, la violencia se generaliza en todo el sector entre milicias serbias junto al  Ejército Popular Yugoslavo (JNA), contrarios a la independencia Croata, contra miembros de la Guardia Nacional Croata.
La autoproclamada entidad tuvo una gran pérdida de territorio a partir del 31 de octubre de 1991 (Operación Otkos - 10, Orkan - 91 y Papuk - 91) hasta el alto el fuego del 3 de enero del año siguiente cuando comenzó a regir el acuerdo firmado en Sarajevo.
A partir de entonces se inició un proceso de desmilitarización (Plan Vance) de la región y el despliegue de fuerzas de Naciones Unidas (UNPROFOR) en las zonas afectadas por la guerra. En marzo, la Asamblea de la Republika Srpska Krajina (RSK) aceptó la desmilitarización aunque se la llevó a cabo solo en Eslavonia Occidental.
Dado que durante y luego de la lucha entre el Ejército Croata y el JNA con el apoyo de milicias locales, la mayoría de la población decidió refugiarse en Bosnia, la cantidad de sus habitantes disminuyó a 11.700 personas
El 26 de febrero de 1992, la SAO – ZS se incorporó a la autoproclamada RSK (Republika Srpska Krajina), la que contaba con apoyo de Yugoslavia (luego República Federal Yugoslava).
En abril de 1992, las tropas de la UNPROFOR comenzaron a llegar a las Áreas de Protección de las Naciones Unidas (UNPAs), zonas a ser desmilitarizadas. El 24 de ese mes, el gobierno de la RSK eligió a las primeras autoridades municipales de posguerra de Eslavonia Occidental y se aprobaron los consejos ejecutivos de las municipalidades de Pakrac, Okučani, Daruvar, Grubišno Polje y Podravska Slatina (aunque esto últimos cuatro estaban fuera de su poder).
En abril de 1995, se produjo una serie de incidentes que derivarían en una acción ofensiva croata para tomar todo el sector bajo dominio serbio. En la madrugada del 1 de mayo se inició la denominada Operación Bljesak (Relámpago) que durará hasta el 4 de mayo. Esta operación provocó una derrota contundente de las fuerzas serbias y una huida masiva de sus habitantes hacia Bosnia. Su consecuencia, en lo político, es la desaparición de la Región Autónoma Serbia de Eslavonia Occidental.